# Енио
Енио (грч. Ἐνυώ) је у грчкој митологији била богиња рата.

## Митологија
Према Квинту Смирњанину, била је кћерка Зевса и Хере. Енио је описана као страшна богиња, којој погодују разарања градова и крв палих ратника. Појављивала се на бојном пољу заједно са богом Арејем и због тога је касније проглашавана његовом мајком, кћерком или дојкињом. Неки извори указују да је са Арејем имала сина Енијалија. Према Хесиодовој теогонији она је била једна од Граја. Идентификована је са богињом Еридом и Хомер није правио разлику између ове две богиње. Касније је ова богиња поистовећена са малоазијском богињом Ма и римском богињом Белоном.